# Caliptra

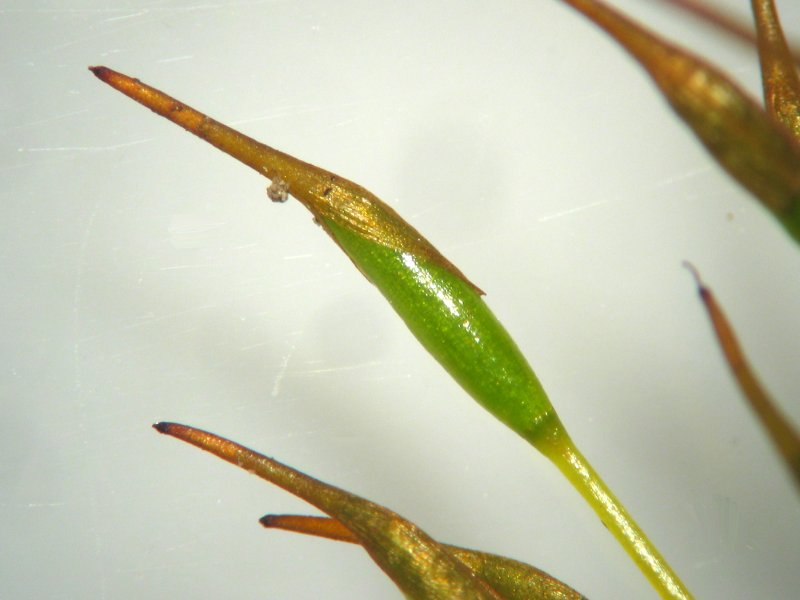
Caliptra do musgo Tortula muralis.

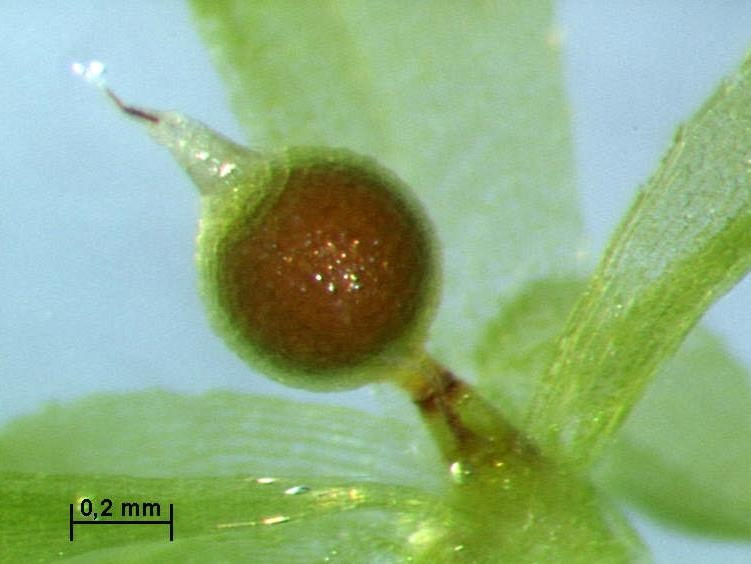
Caliptra a encimar a cápsula castanha do esporófito do musgo Physcomitrella patens. O resto do canal de ventre (venter) acastanhado está ainda visível.

Caliptra (do grego clássico καλύπτρα (kalúptra); "véu") é o termo científico utilizado em botânica (morfologia vegetal) para descrever as estruturas em forma de coifa ou boné presentes na região apical de algumas flores e do esporófito dos briófitos. O nome é também por vezes aplicado à coifa terminal das raízes.

## Briófitos
Nos briófitos, a caliptra é uma estrutura alargada, derivada do tecido do canal de ventre (venter) do arquegónio do gametófito, e por isso haploide, que protege a cápsula do esporófito onde se formam e maturam os esporos. A caliptra em geral seca e é perdida antes dos esporos serem libertados da cápsula por [8deiscência]]. A forma da caliptra pode ser utilizada como característica de diagnóstico para a identificação taxonómica.

## Espermatófitos
Nas plantas com flor, a caliptra é o tecido protector que nalgumas espécies recobre os estames e carpelos. Embora com menos propriedade, o nome é por vezes utilizado como sinónimo de coifa, a designação dada ao tecido protector da região apical das raízes.